# بخش باهندارا
بخش باهندارا (به انگلیسی: Bhandara district) یک منطقهٔ مسکونی در هند است که در Nagpur division واقع شده‌است. بخش باهندارا ۳٬۷۱۷ کیلومتر مربع مساحت و ۱٬۲۰۰٬۳۳۴ نفر جمعیت دارد.